# Legio XVI Flavia Firma

Mapa del Imperio romano en el año 125, bajo el emperador Adriano, mostrando a la Legio XVI Flavia Firma, acuartelada en el río Éufrates en Samosata (Samsat, Turquía), en la provincia de Siria, desde el año 117 hasta el.

La Legio XVI Flavia Firma (Decimosexta legión «Firme por los Flavios») fue una legión romana. Fue creada por el emperador Vespasiano en el año 70, con los restos de la XVI Gallica, que se había rendido en la rebelión bátava, y todavía existía en el siglo IV, cuando guardaba la frontera del Éufrates acampada en Sura (Siria). El emblema de la legión era un león.